# 巴伊兰大学
巴伊兰大学（希伯來語：אוניברסיטת בר-אילן），又译作巴尔-伊兰大学，缩写BIU，建立于1955年，位于以色列拉马特甘，是一所公立大学，也是目前以色列规模第二大的学术研究机构。
巴伊兰大学拉马特甘校区现有南北两个校区，新建的北校区占地27万平方米，是南校区的一倍，学校在许多学科中，特别是在社会科学领域，将犹太遗产方面的强化课程与普通教育结合起来，巴伊兰大学使传统与现代技术相结合，拥有8个学院和多个研究所。

## 缘起
巴伊兰大学的校名是为了纪念犹太宗教复国主义领袖和美国米兹腊希运动前主席梅厄·巴伊兰，梅厄虽然出生在传统的犹太教拉比家庭并在幼年接受了犹太宗教学校的教育，但是青年时代德国的游学经历也让他接触到了世俗教育的影响。他在美国从事米兹腊希运动期间，曾经提议建立一所结合了世俗的学术研究和犹太宗教律法研究的学府。1950年，时任美国米兹腊希运动主席、美国叶史瓦大学领导人之一的Pinkhos Churgin教授继承了他的思想，提出致力于创建一所融合犹太教学术价值观的大学。

## 校史

巴伊兰大学的第一届本科毕业生。

1955年，巴伊兰大学在拉马特甘成立，Pinkhos Churgin教授出任学校第一任校长。创始伊始，巴伊兰大学只有8间教室和2所实验室，教职员工23人，学校开设了犹太研究、自然科学和数学、社会科学、语言学和文学4个系，共有学生90人。
1956年，学校的第一栋教学楼建成，学校学生总人数达到了175人。在当年爆发的第二次中东战争中，许多师生参与了前线的战斗，或成为了学校附近的舍巴医院的义工。1959年第一届本科生毕业，1961年第一届硕士研究生毕业，1963年第一届博士研究生毕业。
1965年，学校成立10周年，在校学生总人数超过了2,000人，教师总数超过300名，校园内建筑达到22栋。学校在阿什克伦建立了教学点，以帮助周边地区居民获得更好的教育。
1967年，学校推出了首个犹太律法解释计划（Responsa Project），成为了当时世界上最大的希伯来文电子数据库。阿什克伦教学点发展成为了巴伊兰大学的分校，拉马特甘校区的中心图书馆建成。六日战争爆发后，学校师生积极为作战部队提供协助，参与了民防和医院的志愿者服务。1968年，学校在Zemach和采法特建立了教学点。1969年，巴伊兰大学得到了以色列高等教育委员会的承认。1972年，耶西森研究所成立，该研究所从事犹太教经典的高级研究。
1977年，学校接纳首批44名女性学生参与犹太教经典的高级研究。1979年，巴伊兰大学进行了学科模式的改革。例如，在药物化学和人类生物学领域开设学士学位，在教育学、法学、犯罪学、经济学工商管理专业、地理学和古典学开设硕士学位，在社会科学、音乐学、新闻通讯以及其他跨部门的学科领域开设博士学位。还建立起了一批新的研究所和学会，如大屠杀研究所、社区服务学会、犹太教律法学会、意第绪语学会等等。
1985年至1995年期间，学校拥有5所学院，分别是犹太研究学院、人文学院、社会科学院、自然科学学院和法学院，学生人数达到10,640人，吸引了来自世界各地的约100名优秀教师加入学校，提升了学校的教学和研究水平。拥有阿什克伦、采法特、约旦河谷、阿里埃勒、西加利利5个分校和教学点。
1995年至2005年期间，拉马特甘校区建筑总数达到了70栋，拥有150个实验室、190间教室，在校学生达到31,400人。学校拥有世界上最大的一支犹太学师资队伍，启动了校外拓展项目，成立了诸如贝内贝拉克和耶路撒冷的学术中心。1998年，生命科学学院成立。

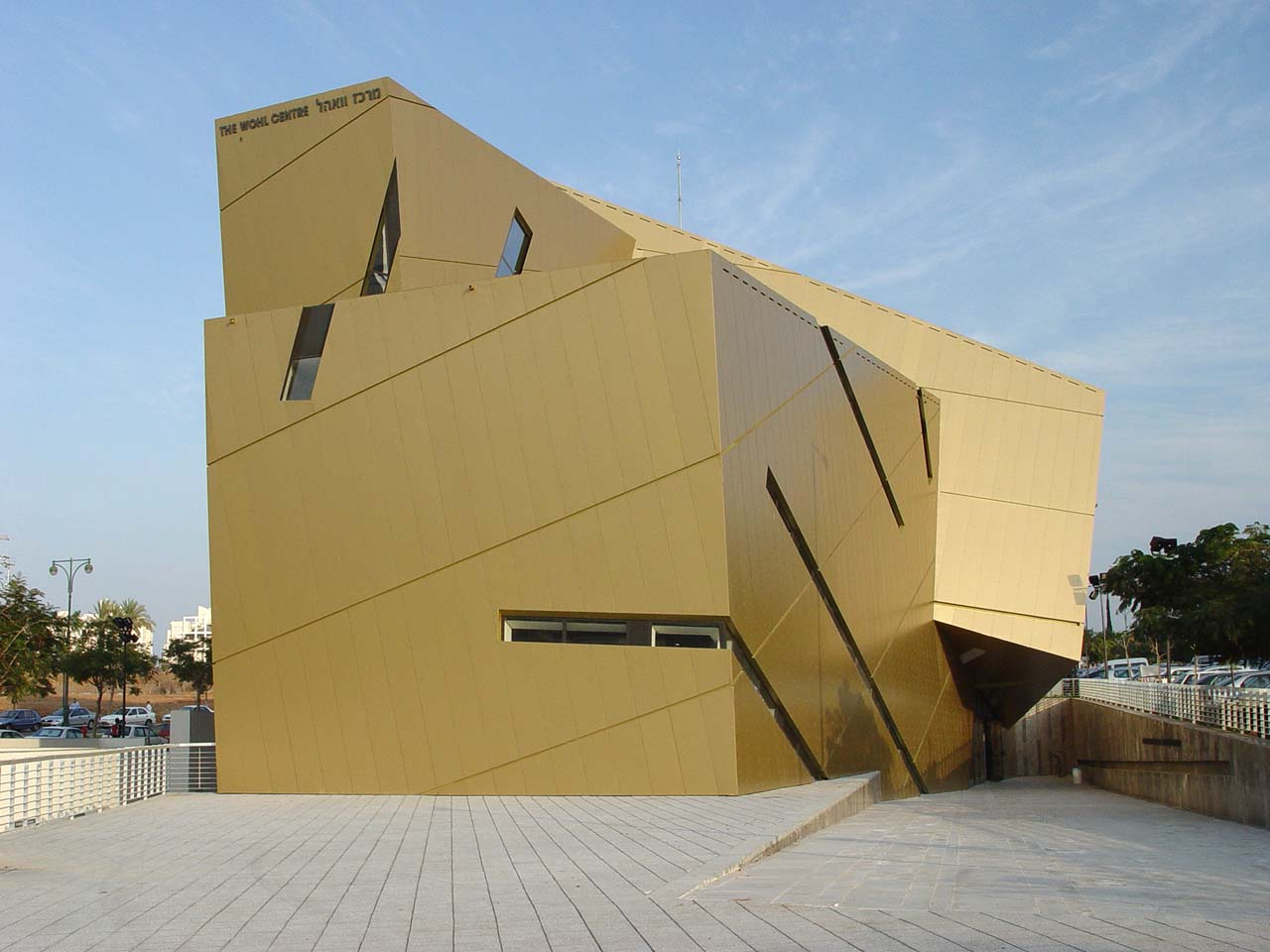
沃尔会议中心

2005年，学校迎来了建校50周年庆典，启动了科学家回归计划（the Returning Scientists program），带动了数十名外海犹太科学家回到以色列。当年，学校弗莱德和芭芭拉·柯尔特语言研究大楼、沃尔会议中心在北校区落成。2009年，莱斯利和苏珊大脑研究大楼在北校区落成。2010年，Churgin教育学院搬迁到北校区的吉姆·约瑟夫教育大楼，计划为唐氏综合征和其他智力残疾学生提供高等教育服务。2011年，工程学院和位于加利利的医学院成立，巴伊兰大学学员总数达到8个。
2015年，学校迎来建校60周年。今天的巴伊兰大学共拥有8个学院，超过120,00名校友，32,000多名学生。拥有高级教师690人，青年教师1000多人。超过8000个学术课程，52个部门，69个研究中心和研究所，77个学会，60个活跃的国际合作研究项目。拉马特甘校区分布有超过300个实验室和建筑物、24个图书馆（室），藏书超100万本。

## 教学和研究机构

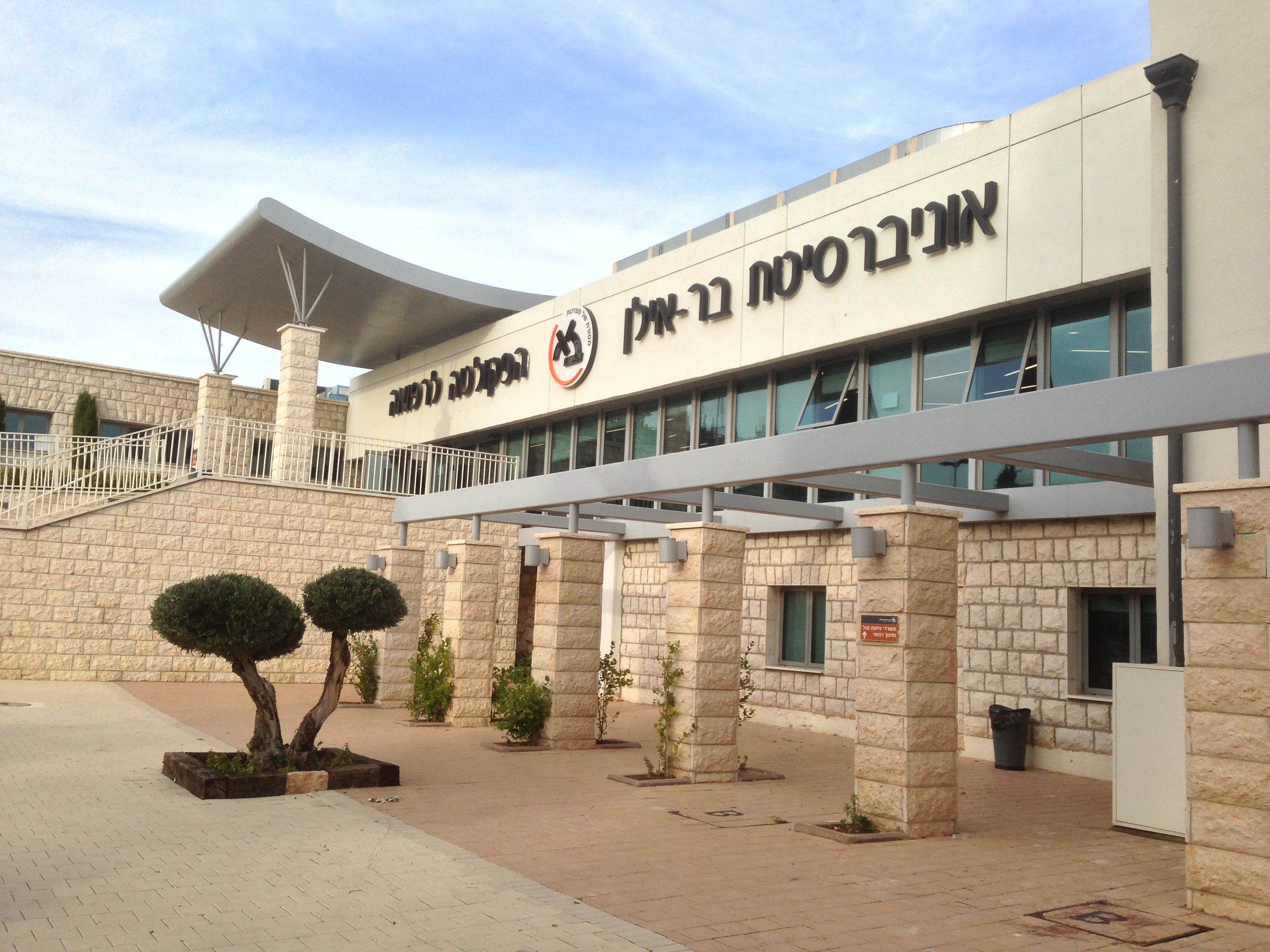
位于加利利的医学院

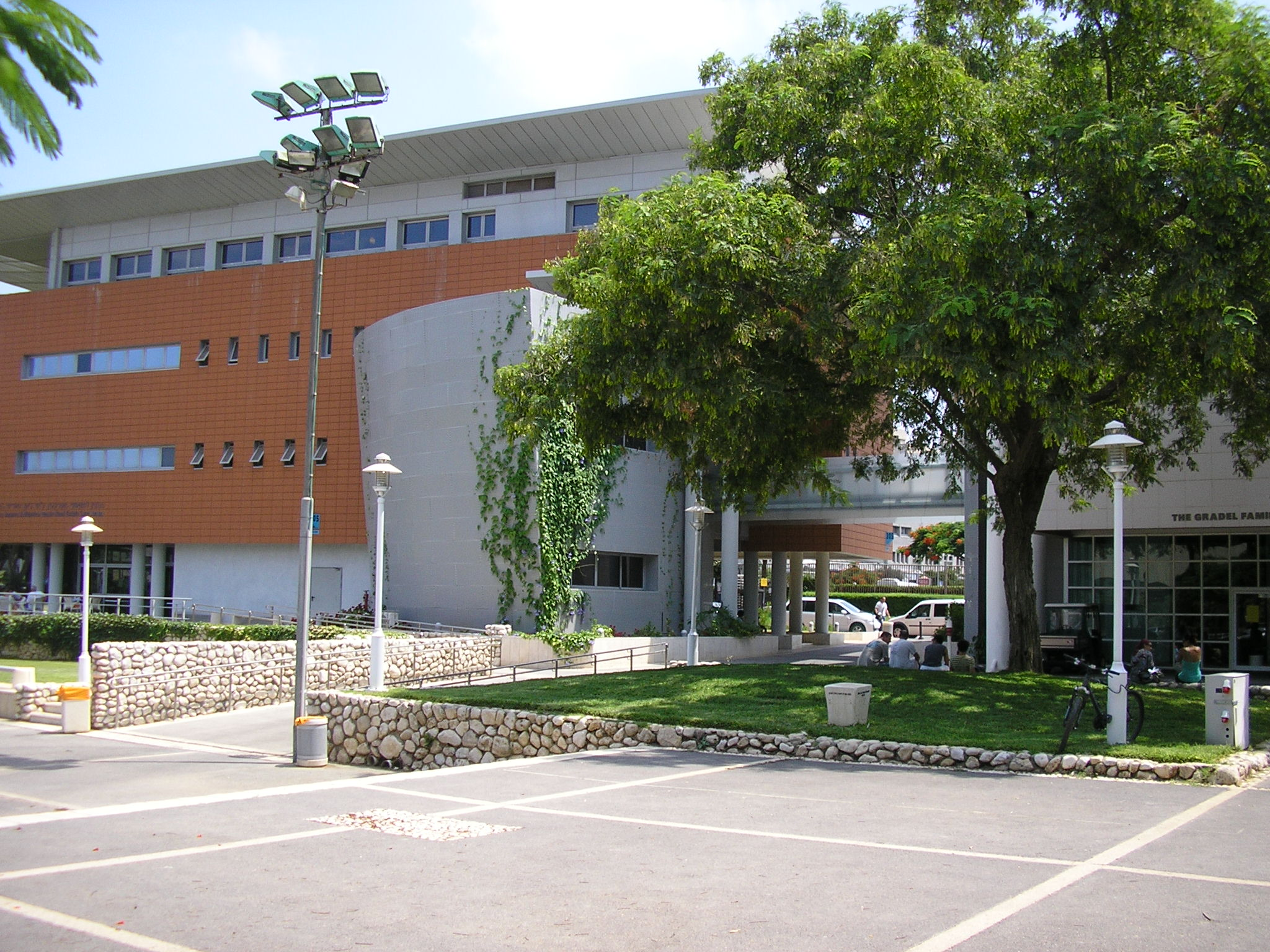
法学院大楼

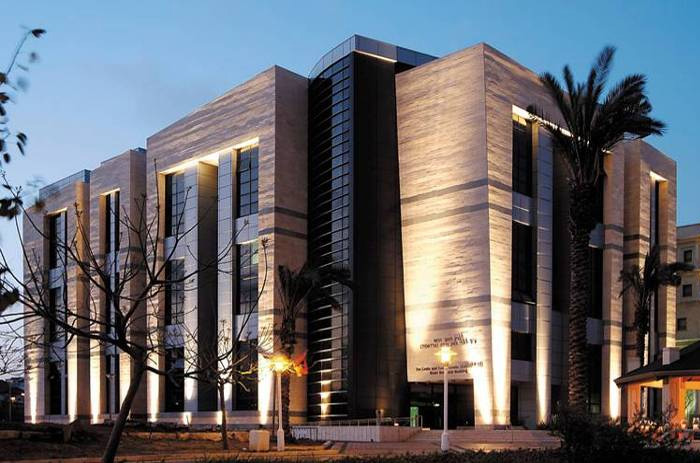
多学科大脑研究实验室

### 学院
- 医学院（位于加利利）
- 犹太研究学院
- 法学院
- 工程学院
- 精密科学学院
- 人文学院
- 社会科学学院
- 生命科学学院

### 跨学科项目
- 当代犹太人
- 多学科大脑研究
- 解释学和文化(解释理论)
- 冲突管理和谈判
- 科学、技术和社会性别研究
- 性别研究

### 巴伊兰大学参与的卓越研究中心
- 复合性人类疾病基因调控
- 认知科学
- 现代犹太文化研究
- 大规模创伤研究
- 伯拉罕宗教
- 染色质和RNA基因调控
- 生命系统物理方法的动态过程
- 石油替代交通工具

### 英语学位和研究项目
- 国际工商管理学硕士
- 创意写作研究生项目
- 语言学临床研究硕士
- 社会科学跨学科学士学位
- 海外通信学硕士
- 以色列一年期项目

### 关联学校
- 采法特学院
- 西加利利学院
- 约旦谷学院
- 阿什克伦学术学院[1]

## 学校标识
巴伊兰大学的标识是在1955年建校时，由英国设计师亚伯兰·盖姆斯设计，标识主体图案由两个希伯来字母Bet和Aleph组成，抽象为显微镜和犹太律法书本，象征了巴伊兰大学建校初衷所倡导的学术卓越和犹太遗产研究。

## 大学排名
- 世界大学学术排名（2015年）：全球第401-500位（学术），以色列第5-6位（学术），世界第151-200位（计算机科学）[7]。
- 泰晤士高等教育世界大学排名（2016年）：全球第401-500位（综合），亚洲第75位（综合），以色列第4位（综合）[8]。

## 相关人物
- 伊盖尔·阿米尔，1995年11月4日刺杀以色列总理伊扎克·拉宾的极端分子，时为巴伊兰大学在校学生。

## 相关高校
- 阿里埃勒大学（2005年自巴伊兰大学阿里埃勒分校独立）